# Strcpy
strcpy — функція стандартної бібліотеки мови програмування Сі для копіювання нуль-термінованого рядка (включаючи нуль-термінатор) у заданий буфер.

## Прототип функції
Прототип, описаний у заголовному файлі string.h :
```
char
 
*
strcpy
 
(
char
 
*
 
destination
,
 
const
 
char
 
*
 
source
);

```

- destination – вказівник на буфер призначення.
- source - вказівник на вихідний рядок.

## Значення, що повертається
Функція повертає значення destination.

## Приклад використання
```
#include
 
<string.h>
                      /* для strcpy() */

#include
 
<stdio.h>
                       /* для printf() */

int
 
main
()

{

   
char
 
*
str
 
=
 
"string example"
;
        
// деякий приклад рядка

   
char
 
buf
[
32
]
 
=
 
""
;
                   
// буфер розміром більше ніж рядок str, спочатку містить порожній рядок

   
printf
(
"string:                
\"
%s
\"\n
"
,
 
str
);

   
printf
(
"buffer before copying: 
\"
%s
\"\n
"
,
 
buf
);

   
strcpy
(
buf
,
 
str
);

   
printf
(
"buffer after copying:  
\"
%s
\"\n
"
,
 
buf
);

   
return
 
0
;

}

```

Результат роботи коду:
```
string:                "string example"
buffer before copying: ""
buffer after copying:  "string example"

```

## Безпека
Оскільки функція не перевіряє довжину рядка та розмір буфера, вона не повинна використовуватися для роботи з даними, розмір яких невідомий, щоб уникнути переповнення буфера destination.
Замість strcpy рекомендується використовувати стандартну функцію strncpy ( додаючи нуль-термінатор при необхідності! ) або функції strlcpy або strncpy_s, що не входять до стандарту